# Ксантофиллы

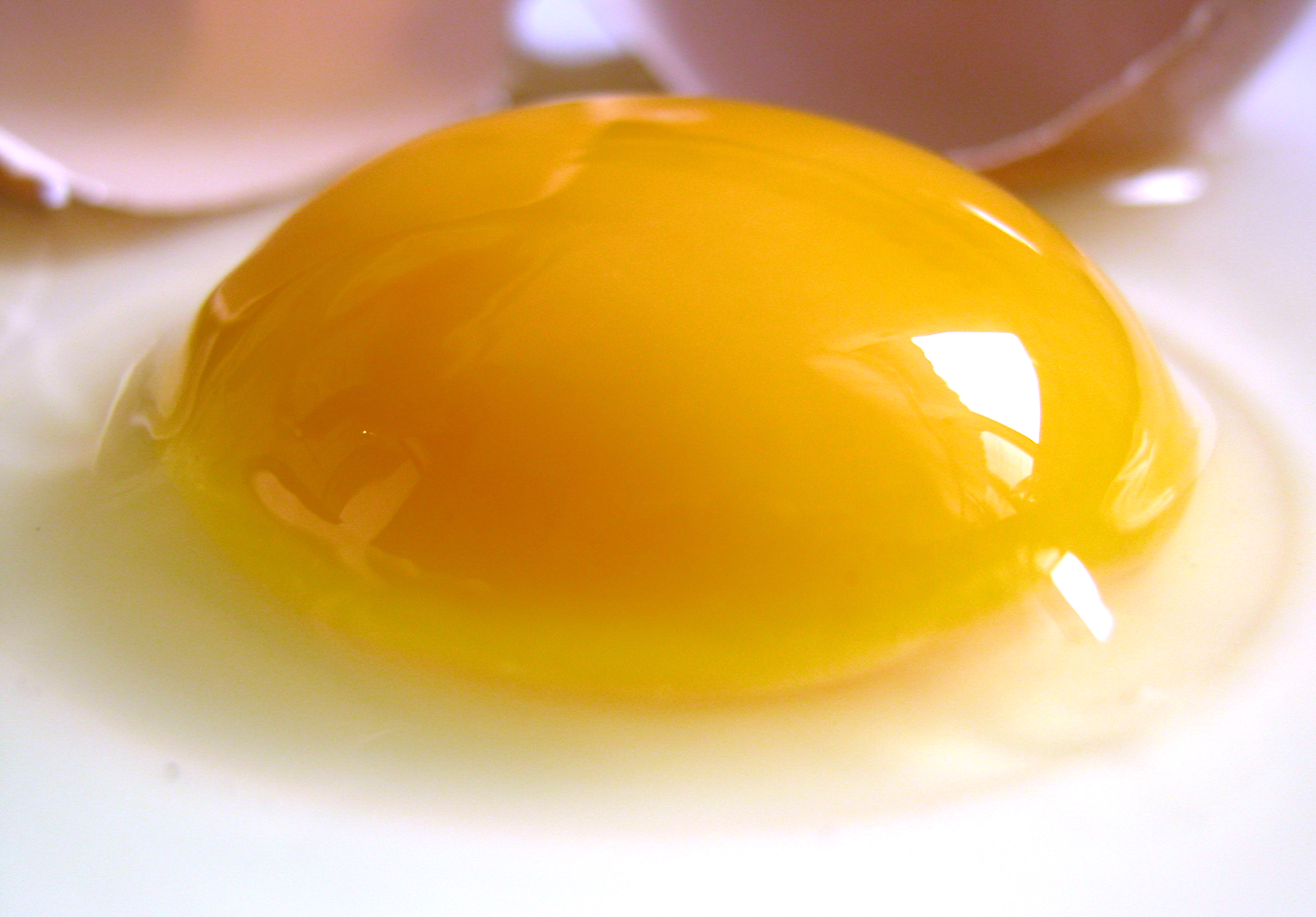
Ярко-жёлтая окраска яичного желтка обусловлена наличием ксантофиллов: лютеина и зеаксантина

Ксантофи́ллы — группа кислородосодержащих пигментов класса каротиноидов.

## Строение и свойства

Кантаксантин

По своей химической структуре ксантофиллы как и другие каротиноиды являются изопреноидами, состоящими из 8 изопреновых фрагментов (С40), но в отличие от каротинов ксантофиллы содержат гидроксильные и/или кето- и/или эпоксидные группы. Для ксантофиллов характерны два иононовых кольца, расположенных по краям молекулы. Центральная часть молекулы представляет собой систему сопряженных связей и состоит из 18 атомов углерода (без учёта метильных групп). Система сопряженных связей играет роль хромофорной группы. Ксантофиллы имеют жёлтую окраску различных оттенков обусловленную характерным спектром поглощения с тремя более или менее выраженными пиками в фиолетово-синей области спектра (от 400 до 500 нм). Кристаллизуются в призматические кристаллы жёлтого цвета. В экстракте из растительного материала ксантофиллы легко отделяются от других пигментов при встряхивании спиртового раствора с бензином. После встряхивания ксантофиллы остаются в нижнем, спиртовом слое, между тем как зелёный хлорофилл и оранжевый каротин — переходят в бензин. Также для разделения растительных пигментов используют хроматографические методы.

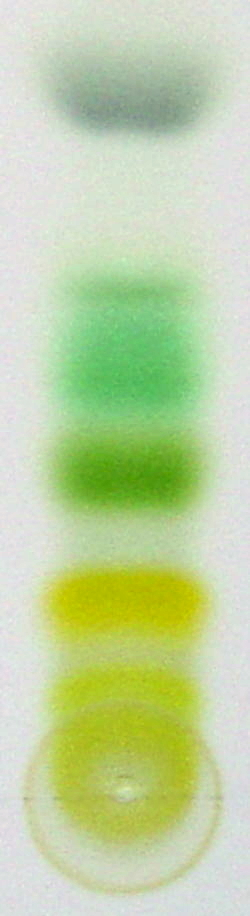
Тонкослойная хроматография используется для разделения пигментов. Желтые пятна — ксантофиллы.

## Нахождение и роль в природе
Ксантофиллы обнаружены у многих прокариот, высших растений и животных. Однако животные не способны синтезировать ксантофиллы и получают их с растительной пищей. Ксантофиллы наряду с другими каротиноидами являются дополнительными пигментами фотосинтеза и содержатся в основном в листьях растений. Основные ксантофиллы высших растений: лютеин, виолоксантин, зеаксантин, неоксантин. Ксантофиллы локализованы во внутренних мембранах хлоропластов и выполняют фотопротекторную функцию в ходе работы ксантофиллового (виолоксантинового) цикла.

### Виолоксантиновый цикл

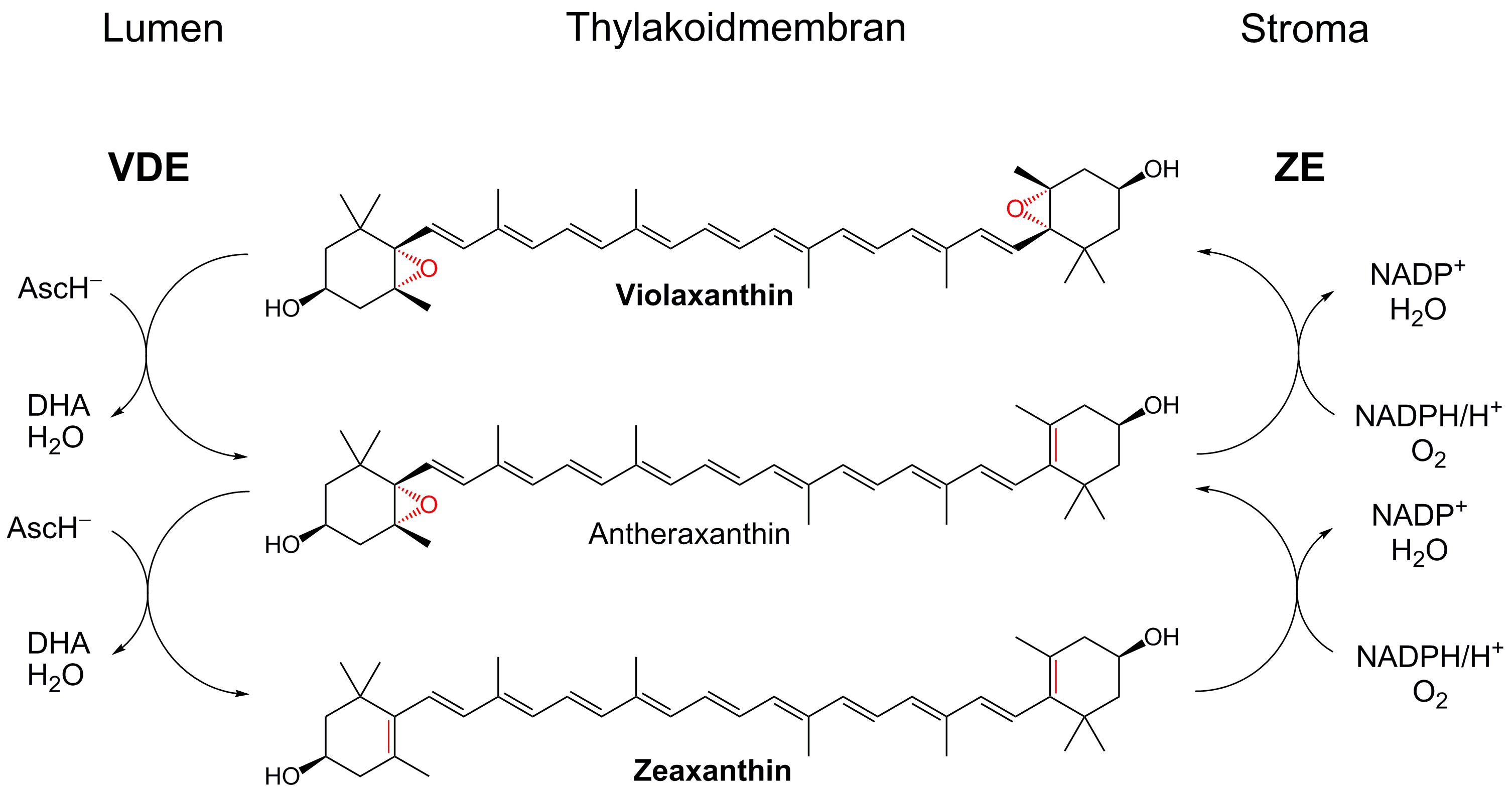
Ксантофилловый (виолоксантиновый) цикл. VDE — виолоксантин деэпоксидаза, ZE — зеаксантин эпоксидаза, AscH — восстановленная форма аскорбата, DHA — дегидроаскорбат.

Виолоксантиновый цикл выполняет функцию защиты фотосинтетического аппарата от избытка энергии при повышенной инсоляции. Он позволяет избежать фотоингибирования, значительно увеличив нефотохимическое тушение. Цикл включает в себя ферментативные взаимопревращения между виолоксантином и зеаксантином (промежуточный продукт — антероксантин). Виолоксантиновый цикл протекает в минорных субъединицах светособирающего комплекса фотосистемы II (белки CP29, CP26, CP23, CP22 и др.). При высокой интенсивности света вследствие активной работы ЭТЦ фотосинтеза происходит закисление люмена тилакоидов. При падении pH до 5,0 активируются фермент деэпоксидаза, которая с люменальной стороны мембраны осуществляет восстановление эпоксидных групп виолоксантина, используя в качестве восстановителя аскорбиновую кислоту. Двукратное восстановление приводит к образованию зеаксантина, который и выполняет фотопротекторную функцию. При снижении интенсивности освещения, происходит обратная реакция катализируемая эпоксидазой, расположенной со стромальной стороны мембраны. Для введения эпоксидных групп необходим молекулярный кислород и восстановитель (NADPH). В результате образуется виолоксантин, который может выполнять роль светособирающего пигмента.